# Ben Lipps
Ben J. Lipps (* September 1940) ist ein US-amerikanischer Manager. Er war von 1999 bis 2012 Vorstandsvorsitzender von Fresenius Medical Care. In dieser Zeit stieg das Unternehmen zum Weltmarktführer auf. Seit 2013 ist er Ehrenvorsitzender des Aufsichtsrats von Fresenius Medical Care.
Ben Lipps studierte Chemieingenieurwesen an der Purdue University in Indiana und promovierte am Massachusetts Institute of Technology. Er leitete ein Forschungsteam bei Dow Chemical, das Ende der 1960er Jahre eine künstliche Hohlfasermembran entwickelte. Sein Hauptarbeitsgebiet war immer die Dialyse.
Von 1985 bis 1996 war er Vorstandsvorsitzender von Fresenius USA und von 1996 bis zu seiner Berufung zum Vorstandsvorsitzenden von Fresenius Medical Care im Jahre 1999 Vorstandsvorsitzender von Fresenius Medical Care North America.
Seit September 2013 ist er Vorstandsvorsitzender der Berliner MagForce AG, eines Biotechnologieunternehmens.